# فرانك هنري راسيل
فرانك هنري راسيل (بالإنجليزية: Frank Henry Russell)‏ هو طيار أمريكي، ولد في 1878 في مانسفيلد في الولايات المتحدة، وتوفي في 1947 في نيوتاون باكز مقاطعة في الولايات المتحدة.